# CMA-CGM Jacques Junior
 (juin 2016).
Si vous disposez d'ouvrages ou d'articles de référence ou si vous connaissez des sites web de qualité traitant du thème abordé ici, merci de compléter l'article en donnant les références utiles à sa vérifiabilité et en les liant à la section « Notes et références ».
Le CMA-CGM Jacques Junior est l'un des derniers navires porte-conteneurs acquis par la compagnie maritime française CMA-CGM. Battant pavillon maltais, il est accompagné par trois autres navires de la même classe construits dans la même période : le CMA-CGM Tanya, CMA-CGM Rio Grande et CMA-CGM Columbia.

## Historique
Sister-ship du CMA-CGM Tanya, ces deux navires reprennent ainsi les noms de deux des membres de la famille du président de la compagnie : Jacques Saadé.
Sortis à la fin du premier trimestre 2016 à la suite de leur construction dans les chantiers navals Samsung HI en Corée du Sud, ces navires font également partie des porte-conteneurs adoptant le concept de passerelle au tiers-avant, tout comme le CMA-CGM Marco Polo ou le CMA-CGM Bougainville. Affrété sur les grandes lignes, il voyagera entre l'Asie et l'Afrique et sera un des plus gros navires porte-conteneurs à faire escale sur le continent africain.
Initialement conçus pour une capacité de 9 300 EVP, les CMA-CGM Rio Grande et CMA-CGM Columbia ont finalement rejoint la classe Jacques Junior après une révision de leur architecture et un allongement de la coque, leur permettant donc d'avoir la même capacité en termes de transport de conteneurs.

## Caractéristiques

### Général
Tenant de la même architecture que les derniers navires de la flotte, les dimensions du CMA-CGM Jacques Junior sont tout de même réduites tout comme sa capacité de chargement : 10 000 conteneurs EVP contre 18 000 pour un navire de la classe Bougainville. Il est donc classé comme un bâtiment du type "néo-panamax". Cette taille plus modeste est liée à la capacité d'accueil des ports africains, plus limitée que ceux d'Europe ou d'Asie.
Portant les mêmes certifications environnementales que ses prédécesseurs (double-coque pour éviter les marées noires, système de traitement des eaux et du ballast, etc.) le navire s’aligne donc également avec les derniers nés de la flotte en termes de technologie marine.

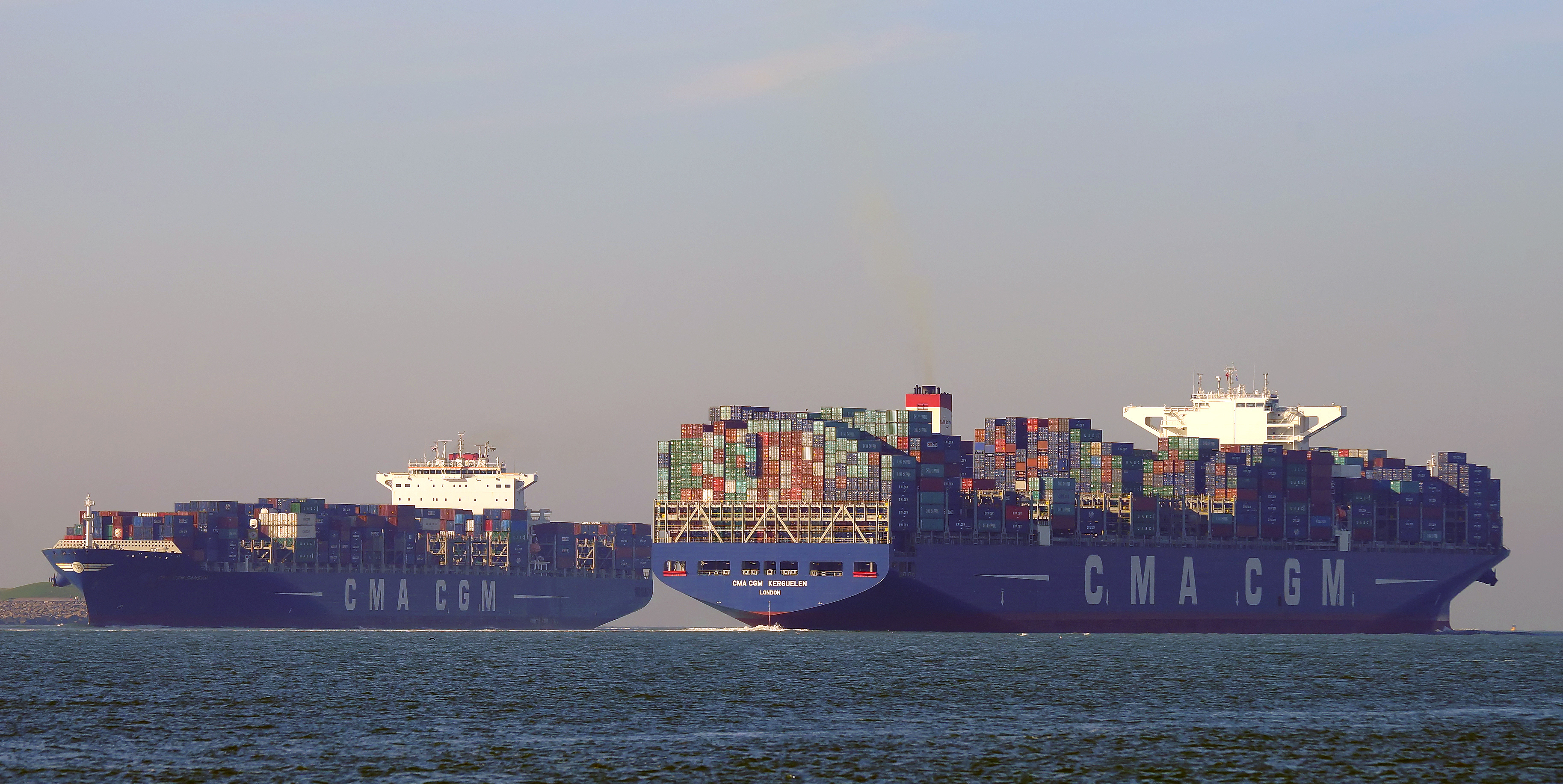
La différence entre une passerelle aux deux tiers (navire de gauche) et au tiers-avant (navire de droite) est clairement visible. Une passerelle tiers-avant est séparée de la cheminée par plusieurs rangées de conteneurs.

### Concept de passerelle au tiers-avant
Ce concept devenu très apprécié par les armateurs depuis 2010[réf. nécessaire] est très utile dans le cadre de l'optimisation de la capacité de chargement des conteneurs. Étant physiquement détachée des cheminées (situées au deux-tiers) une passerelle plus à l'avant contribue par ailleurs au confort de l'équipage[réf. nécessaire] : en effet cela permet un éloignement du lieu d'échappement des fumées mais surtout une réduction du bruit des machines et des vibrations typiques sur cette partie du navire.
Devenue populaire après la construction des navires de la classe Triple-E de Maersk comme avec le Maersk Mc-Kinney Moller lancé en 2013, la passerelle au tiers-avant permet aussi sur le plan architectural de garantir un meilleur équilibre au niveau de la flottaison mais aussi de la répartition des masses, à vide ou lorsque le navire est chargé.